# Свинецдиспрозий
Свинецдиспро́зий — бинарное неорганическое соединение, интерметаллид
диспрозия и свинца
с формулой DyPb,
кристаллы.

## Получение
- Сплавление стехиометрических количеств чистых веществ:

{\displaystyle {\mathsf {Dy+Pb\ {\xrightarrow {1445^{o}C}}\ DyPb}}}

## Физические свойства
Свинецдиспрозий образует кристаллы
кубической сингонии, пространственная группа P m3m, параметры ячейки a = 0,4806 нм, Z = 2,
структура типа тримедьзолота AuCu3
.
Соединение образуется по перитектической реакции при температуре 1445 °C
и распадается по кататектической реакции при температуре 1130 °C.